# Claude Lorius
Claude Lorius (Besanzón, 27 de febrero de 1932-21 de marzo de 2023) fue un glaciólogo, climatólogo francés, reconocido por sus estudios de la composición de los gases inclusivos del hielo polar, indicando los climas antiguos de la Tierra (paleoclimas).

## Biografía
Al momento de su muerte, Claude Lorius era director emérito de investigaciones en el CNRS, después de desempeñarse como Director del Laboratorio de Glaciología y Geofísica del Ambiente, en Grenoble desde 1983 a 1988. Después de su primer invierno en Tierra Adelia en la Base Charcot en 1957, participó en más de veinte expediciones polares entre los años 1960 a 1980, principalmente a la Antártida, en el contexto de misiones polares francesas e internacionales, incluyendo una a la base antártica Vostok. Hizo toda su carrera en el CNRS, donde recibió la Medalla de oro, en 2002, junto a Jean Jouzel. En 1994, fue elegido miembro titular de la Academia de las Ciencias.
En junio de 2008, fue el primer francés en recibir el Premio Blue Planet por el ambiente. El 12 de abril de 2009, se le otorgó el título de Comandante de la Légion d'honneur.

## Aportes científicos

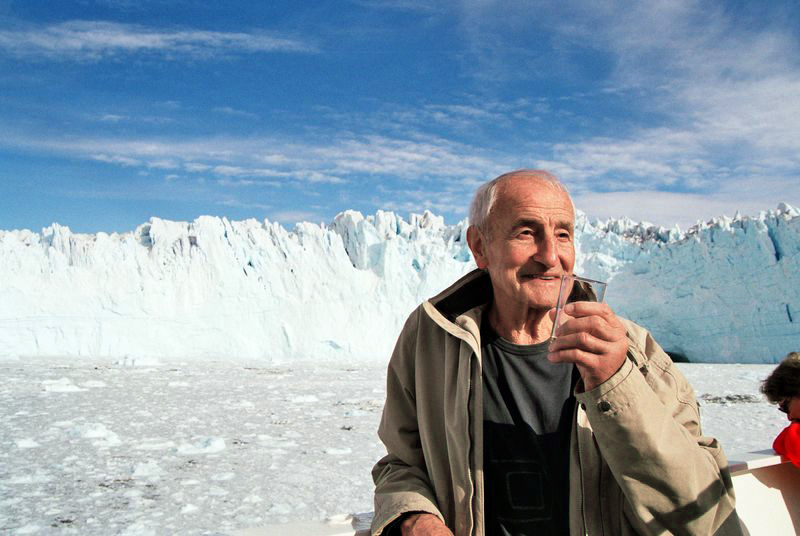
Claude en la Antártida.

Las contribuciones científicas de Claude Lorius fueron esenciales, para la comprensión del cambio climático de la tierra, a través de sus estudios sobre la composición de las burbujas de aire incluidas en núcleos de hielo obtenidos por perforación profunda. Estos fueron llevados a cabo durante dos campañas antárticas, en la Base Vostok desde 1984 hasta 1991 inclusive, en la base franco-italiana Concordia, con perforaciones europeas EPICA. Así se demostraron las relaciones directas entre las tasas de gases de efecto invernadero (como el dióxido de carbono y el metano), con la evolución climática sobre los periodos entre 150 a 800 milenios. Además, esas muestras proporcionaron un registro de la composición del clima mundial en esos mismos periodos.
En 1963, seis años después de pasar el invierno en la base Charcot, Claude Lorius sostuvo su tesis que cubre los núcleos de hielo en la Antártida, recogidas en la Antártida. Demostró que existe «una relación entre la temperatura a la cual se forma el hielo, y la proporción de isótopos de oxígeno e hidrógeno en las moléculas de agua que forma el hielo ». La composición isotópica del agua de una muestra, sirve para determinar cuál es la temperatura ambiente cuando el hielo se formó. La capa de hielo de la Antártida, de más de 2 km de espesor, resultado de sucesivas capas de nieve, así como un núcleo de hielo de varios cientos de metros (obtenidos con un taladro), contienen un control indirecto sobre decenas de miles años de la temperatura: el cambio en su composición isotópica se utiliza como un indicador proxy, de acuerdo con el término inglés), de paleoclimas.
En 1965, durante un invierno en Tierra Adelia, observó las burbujas de gas del hielo en su vaso de whisky : «Tuve la intuición de que ellas mantenían la información de la altitud de la formación de hielo y, más importante aún, que representaban los testigos fiables y singulares de la composición del aire ». Unos 20 años después, el análisis de trazas de dióxido de carbono y metano en las burbujas de aire atrapadas en el hielo de Vostok desde hace miles de siglos, estarán en la portada de la revista Nature.

## Premios y distinciones
- 2009: promovido al grado de Comandante de la Légion d'honneur
- 2008: Premio Blue Planet
- 2006: Medalla Vernadsky[6]
- 2002: Medaille d'or du CNRS con Jean Jouzel
- 2001: Prix Balzan por la climatología
- 1996: Tyler Prize for Environmental Achievement
- 1994: miembro titular de la Academia de las Ciencias francesa
- 1994: Premio Italgas
- 1989: Medalla Bélgica
- 1988: Premio Humboldt

## Algunas publicaciones
- claude Lorius, laurent Carpentier. 2011. Voyage dans l’anthropocène. Cette nouvelle ère dont nous sommes les héros. Ediciones Actes Sud

- claude Lorius, roland Schlich, djamel Tahi. 2008. 365 jours sous les glaces de l'antarctique. Ediciones Glénat

- jean Jouzel, claude Lorius, dominique Raynaud. 2008b. Planète blanche : les glaces, le climat et l’environnement, . Ediciones Odile Jacob

- bertrand Imbert, claude Lorius. 1987, 2007. Le grand défi des pôles, colección «Découvertes Gallimard» (n.º 15). Ediciones Gallimard
  - Trad. al español El gran desafío de los Polos, colección «Aguilar Universal» (n.º 16), Madrid: Aguilar, S. A. de Ediciones, 1990.

- claude Boutron, claude Lorius. 1979. Trace metals in Antarctic snows since 1914. 4 pp.

- a. Bauer, claude Lorius. 1964. The polar ice-caps. Editor UNESCO, 16 pp.